# Wolfgang Miller
Wolfgang Miller (* 28. September 1962 in Ochsenhausen) ist ein deutscher Facharzt für Orthopädie und Unfallchirurgie. Er ist seit 2019 Präsident der Landesärztekammer Baden-Württemberg und Mitglied des Vorstandes der Bundesärztekammer.

## Leben
Miller ist das jüngste Kind des Kirchenmusikers und Historikers Hans Miller und seiner Frau Gisela. Er wuchs ab 1972 in Bad Wurzach auf, wo er 1982 am Gymnasium Salvatorkolleg das Abitur machte. 1982 bis 1988 studierte miller Medizin an der Universität Ulm und wurde 1990 an der Chirurgischen Universitätsklinik Ulm mit dem Thema Insulinsekretion und Glucosehomöostase in der frühpostoperativen Phase nach einem großen abdominellen Operationstrauma promoviert. Nach der Facharztweiterbildung zum Chirurgen von 1988 bis 1994 an den Kliniken des Landkreises Biberach und am Marienhospital Stuttgart leistete er 1994 bis 1995 Wehrdienst beim Heeresfliegerregiment 25 Laupheim. 1995 bis 1998 arbeitete er als Facharzt am Marienhospital Stuttgart, wo er 1997 die Schwerpunktanerkennung Unfallchirurgie erwarb. Er war Notarzt in Biberach und Stuttgart und bei der DRF Luftrettung. Seit 1998 ist er als Facharzt für Chirurgie, Orthopädie und Unfallchirurgie in Echterdingen niedergelassen.
Miller ist verheiratet mit der Krankenschwester Hildegard Miller und hat vier Kinder. Er lebt in Steinenbronn und ist dort im Gemeinderat und ehrenamtlicher Stellvertreter des Bürgermeisters. Von 2014 bis 2019 war er Mitglied des Kreistags in Böblingen.

## Berufspolitik
Er war von 1996 bis 1998 Vertreter der Assistenzärzte im Vorstand der Ärzteschaft Stuttgart und Mitglied der Mitarbeitervertretung des Marienhospitals Stuttgart. In der Bezirksärztekammer Nordwürttemberg ist er seit 1999 Mitglied der Vertreterversammlung, 2005 bis 2019 war er Vorstandsmitglied, zuletzt Vizepräsident. In der Landesärztekammer Baden-Württemberg ist er seit 2003 Mitglied der Vertreterversammlung, am 23. Februar 2019 wurde er zum Präsidenten gewählt.  Damit ist er Mitglied im Vorstand der Bundesärztekammer und hier außerdem Co-Vorsitzender der Ausschüsse Berufsordnung, Ambulante Versorgung sowie des Ausschusses Ambulante und Stationäre Versorgung. Seit 2015 ist er Mitglied der Vertreterversammlung der Baden-Württembergischen Versorgungsanstalt für Ärzte, Zahnärzte und Tierärzte.
Er ist Mitglied im Hartmannbund, im Marburger Bund, Gründungsmitglied des MEDI-Verbunds und Gründungsmitglied des Vereins Notfallpraxis Filder e. V.